# Australoheros
Genre
Australoheros est un genre de poissons d'eau douce et saumâtre de la famille des Cichlidae (ordre des Cichliformes).

## Répartition
Les espèces du genre Australoheros se rencontrent en Amérique du Sud.

## Description
Ces poissons sont territoriaux en période de reproduction, particulièrement en espace clos tel que les aquariums. Des variantes géographiques existent et influent sur les caractéristiques méristiques et la coloration.

## Liste des espèces
Selon World Register of Marine Species (3 avril 2024) :

## Classification
Le nom valide complet (avec auteur) de ce taxon est Australoheros Říčan (d) & Kullander (d), 2006,. L'espèce type de ce genre est Australoheros facetus (Jenyns, 1842).

## Étymologie
Le nom générique, Australoheros, se compose du latin australis, « du sud », ce qui fait référence à l'aire de répartition de ces espèces dans la moitié sud de l'Amérique du Sud, et du genre Heros.

## Publication originale
- (en) O. Říčan et S. O. Kullander, « Character- and tree-based delimitation of species in the 'Cichlasoma' facetum group (Teleostei, Cichlidae) with the description of a new genus », Journal of Zoological Systematics and Evolutionary Research, Wiley-Blackwell, vol. 44, no 2,‎ mai 2006, p. 136-152 (ISSN 0947-5745 et 1439-0469, OCLC 45232394, PMID 32367907, PMCID 7194134, DOI 10.1111/J.1439-0469.2005.00347.X, lire en ligne).